# Svenska riskkapitalföreningen
Svenska riskkapitalföreningen (SVCA från Swedish Private Equity & Venture Capital Association.) är en svensk intresseorganisation för aktörer som arbetar inom riskkapitalbranschen. SVCA grundades av Lars Lindgren 1985.
Föreningen har som uppgift att verka för en fungerande kapitalmarknad inom riskkapitalmarknaden. Vd är Isabella de Feudis.